# Vulcânicos Futebol Clube
El Vulcânicos Futebol Clube es un equipo de fútbol de Cabo Verde, de la localidad de São Filipe en la isla de Fogo. Juega en el campeonato regional de Fogo.

## Estadio

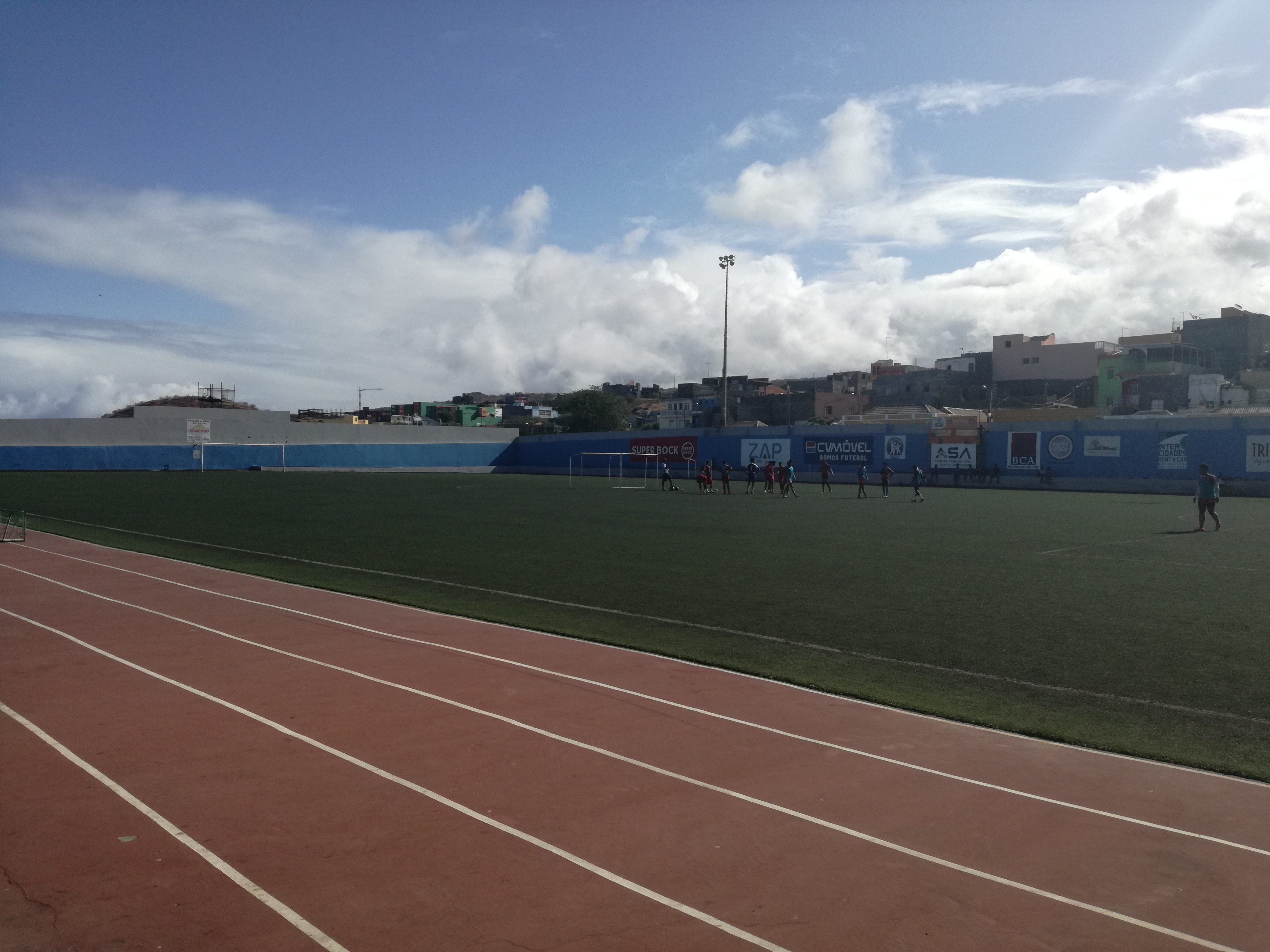
Estadio 5 de Julho.

El Vulcânicos Futebol Clube juega en el estadio 5 de Julho situado en la ciudad de São Filipe en la isla de Fogo, el terreno de juego es césped artificial y comparte el estadio con el resto de equipos de la ciudad.

## Palmarés
- Campeonato regional de Fogo: 10

1993-94, 1997-98, 1998-99, 1999-00, 2003-04, 2006-07, 2008-09, 2010-11,2015-16 y 2016-17
- Copa de Fogo: 1[2]

2011
- Supercopa de Fogo: 2

2007, 2017